# Parim Päev EP
Parim Päev è l'EP di debutto della cantante estone Getter Jaani pubblicato il 9 giugno 2010 dall'etichetta discografica Moonwalk.
Il disco è stato pubblicato a seguito della partecipazione della cantante alla terza edizione del talent show Eesti otsib superstaari (versione estone di Pop Idol) in cui si classificò al quarto posto.
L'album prodotto da Sven Lõhmus, è stato distribuito fisicamente solo in Estonia, ma è possibile acquistarlo digitalmente in tutto il mondo.
Da questo EP sono stati estratti due singoli: Parim päev e Grammofon. Queste due tracce, insieme a Saladus, sono state reinserite nel primo album completo della cantante Rockefeller Street, pubblicato l'anno successivo.

## Tracce
1. Parim Päev
2. Grammofon
3. Spin
4. Suveööde Kuumuses
5. Walk like an Egyptian
6. Saladus
7. Parim Päev (Slo-Mo Version)
8. Parim Päev (Club Mix)